# アン・ヨンミ
アン・ヨンミ（安英美、1983年11月5日 - ）は大韓民国のお笑い芸人で歌手。

## 学歴
- 議政府工業高校（卒業）
- 百済芸術大学放送芸能科（卒業）

## 生涯と放送活動
- 1983年11月5日、江原道原州市で生まれたが、京畿道議政府市で育った。
- 2004年KBS 19期公開採用でデビューした。
- KBS 《ギャグコンサート》のコーナーだった「Go！ Go!芸術の中へ」に出演して大きな人気を集めた。
- 代表作である「Go!Go！芸術の中へ」は親友のカン・ユミと共に日常生活の中の平凡な姿をドラマ、演劇、ニュースなどの新しいスタイルで見せたコーナーだった。
- 特に放映当時論議があったファン・ウソク事件(2006年1月8日放送分)と国会議員チェ・ヨンヒのセクハラ事件(「2006アンチ性暴力フェスティバル」で公演)をパロディするなど時事風刺ギャグを披露した。
- KBS「爆笑クラブ2」や「真相アワード」、ギャグコンサートの「楽屋のカン先生」に出演し本格的な人気を得、その後「ファン・ヒョンヒPDの消費者告発」コーナーに出演したりしたが、デュオとして共に活動したカン・ユミの両顎手術を[1]以後『ギャグコンサート』からは遠ざかり、 KBS子供ドラマ「花壇戦士マル」、 MBCドラマ「ビリージーン私を見て」等に出演した。
- 2019年からMBCラジオスターの初女性MCとなった。

## 出演番組

### 固定出演番組
| 年度   | プログラム |
| ------ | --- |
| 2004年 | - KBS 《ギャグコンサート》 〈A-YO〉 - KBS 《爆笑クラブ》 〈女傑乱打〉 - KBS 《ショー！幸運列車》 〈たそがれ民泊〉 |
| 2005年 | - KBS 《ギャグコンサート》 〈Go! Go! 芸術の中へ〉 〈アリアリ〉 - KBS 《コメディーファイル》 〈現場 25時〉 |
| 2006年 | - KBS 《ギャグコンサート》 〈新年特集ケーショー〉 〈気難しい 権医院〉 〈Go! Go! 芸術の中へ〉 〈動物園〉 〈ロマンティスト ユン〉 - KBS 《芸術家中継》 : レポーター (3月18日~ 毎週 土曜日 PM 9:00) - KBS 《お笑い充電所-タッチャン》 : パネル (11月22日~ 毎週 水曜日 PM 8:55) - tbs TVソウル 《忠武路ボックスオフィス》〈君は僕の映画〉 : ナレーション (毎週 木曜日 PM 2:00) |
| 2007年 | - KBS 《爆笑クラブ シーズン2》 〈嬉しい知識検索〉 〈ジンサンアワード〉 - KBS 《お笑い充電所-タッチャン》 : パネル (~8月29日 毎週 水曜日 PM 8:55) |
| 2008年 | - KBS 《ギャグコンサート》 〈ファンヒョンヒ PDの 消費者 告発〉 〈大浦洞 芸術劇団〉 |
| 2009年 | - KBS 《ギャグコンサート》 〈楽屋のカン先生〉 - 곰TV 《ゲームネットワーク》 : パネル (1月23日~ 毎週 金曜日 PM 9:00) - MTV 《クローズアップ - スペシャル》 : MC (8月8日~ PM 09:30) - KBS 《코미디쇼 희희낙락》 : 패널 (4월 24일~10月16日 毎週 金曜日 PM 11:05) - MBC every1 《ラブクイズショー 品切れ男女》 : MC (11月4日~11月25日 毎週 水曜日 PM 1:30) - MBC every1 《無限ガールズ シーズン2》 : MC (12月4日~ 毎週 金曜日 PM 11:00) - MBC 《日夜慈雨》 : MC (12月6日~ 毎週 日曜日 PM 5:00) |
| 2010年 | - MBC every1 《無限ガールズ シーズン2》 : MC (~8月27日 毎週 金曜日 PM 11:00) - MBC 《日夜-慈雨》 : MC (~8月15日 毎週 日曜日 PM 5:00) - tvN 《面白いTV ローラーコースター-女が大変》 : コント - オンスタイル 《ファッション オブ クライ シーズン1》 : MC (5月1日~9月 毎週 土曜日 PM 12:00) - SBSE! 《シンジョンファンPDの 芸能制作局》 : 作家 (5月25日~9月8日 毎週 水曜日 PM 12:00) - MBC 《お笑いバラエティ ハチミツ壺》 (7月25日~10月24日 毎週 日曜日 AM 9:25) 〈ミュージックダイアリー-友達になった〉 〈ウルファショー コレコレ〉 - CMC 家族娯楽TV 《Job star 一度任せて! シーズン1》 : MC (11月20日~ 毎週金曜日 PM 4:30) - MBC every1 《無限ガールズ シーズン3》 : MC (12月9日~ 毎週 木曜日 PM 6:00) |
| 2011年 | - CMC家族娯楽TV《Job star 一度任せて! シーズン1≫：MC（〜2月11日毎週金曜日PM 4:30） - MBC every1「無限ガールズシーズン3」：MC（〜毎週木曜日PM 6:00） - SBS《素晴らしい大会ストッキング》：パネル（毎週土曜日PM 6:30） - MBC「私たちの夜 - わが家の夢」：パネル（7月10日〜9月18日毎週日曜日PM 5:00） - tvN「コメディビッグリーグシーズン1」：アメリカーノチーム（9月17日～11月19日毎週土曜日PM 9:00） - 〈私は女優よ〉 - 私にはとても激しい彼女〉 - tvN「SNLコリアシーズン1」：パネル（12月3日〜毎週土曜日PM 10:30） - 手のひらtv 《アメリカーノのならかの》 : MC (12月4日～毎週木曜日PM 8:00) - tvN「コメディビッグリーグシーズン2」：アメリカーノチーム（12月24日～毎週土曜日PM 9:00） 〈こんな面接〉   |
| 2012年 | - MBC every1「無限ガールズシーズン3」：MC（〜毎週木曜日PM 6:00） - SBS《素晴らしい大会ストッキング》：パネル（〜毎週土曜日PM 6:30） - tvN「SNLコリアシーズン1」：パネル（〜1月21日毎週土曜日PM 10:30） - 手のひらtv 《アメリカンのならかの》 : MC (～毎週木曜日PM 8:00) - tvN「コメディビッグリーグシーズン2」：アメリカーノチーム（〜毎週土曜日PM 9:00） 〈こんな面接〉 |
| 2013年 | - tvN「コメディビッグリーグシーズン4」：サムミスーパースターズチーム<3人の女性>（〜毎週土曜日PM 9:00） - MBC every1「無限ガールズシーズン3」：MC（〜11月25日毎週木曜日PM 6:00 |
| 2014年 | - Trend E 《今夜どう？》：MC（1月16日～5月10日毎週木曜日PM 11:00） - tvN「SNLコリアシーズン5」：パネル（3月1日〜毎週土曜日PM 09:50） - tvN《コメディビッグリーグシーズン5》 - 怪しい家政婦〉キム・ブソン、ファン・ジョンミン役 - コビック列車〉ファン・ジョンミン役 |
| 2015年 | - tvN《コメディビッグリーグシーズン5》 〈アイラブブンド〉スジ、キム・ヘス役 - tvN《SNLコリアシーズン6》 - 東亜テレビ《君とハイキングシーズン1》 |
| 2019年 | MBC 《黄金漁場 ラジオスター》 (2019年 ~ 現在) |
| 2020年 | - tvN 《コメディービックリーグ》 - <ヘビーメンタル> - JTBC 《ジャンルだけコメディー》 |
| 2021年 | - MBC 《廃業妖精》 - クーパンプレイ 《SNLコリア》 (2021年 ~ 現在) |

## その他の活動

### 吹き替え
- 2021年TVING 、 tvN金土ドラマ《ユミの細胞たち》 ：ゆみの凝細胞細胞役

### ドラマ・シットコム
- 2006年KBS子供ドラマ「花郎戦士丸》 ：パク・スンア役（2006年月8日～11月17日）
- 2006年KBSデイリーシットコム「笑顔で振り返って」 ：（2006年8月10日～11月17日）
- 2006年MBC every1ミニシリーズ「ビリージーン私を見て」 ：パク・ギョンエ役（12月26日〜2月6日）
- 2011年EBS子供ドラマ「いたずら天使たち」 ：アンボクヒ役（4月4日〜12月30日）
- 2011年MBCミニシリーズ「最高の愛」 ：カップルメイキング補助MC役
- 2011年～2012年MBC週末特別企画 「愛情万々歳」 ：「探そう美味しい店」のレポーター役（特別出演）
- 2012年tvN火曜ドラマ「応答せよ1997」 ：ゼクスキスファンクラブ全国会長役（特別出演）
- 2014年SBSプラス月曜ドラマ「ドドハラ」
- 2015年SBS週末劇場「やってきた！ファミリー」 ：ホ・ヨンミ役（2015年1月4日）
- 2015年MBCミニシリーズ「キルミヒルミ」 ：占い師役（2015年2月18日）
- 2015年ネイバーTVウェブドラマ「食べる存在」 ：ユーヤン役（2015年11月12日～25日）
- 2016年MBC every1 「ウェブトゥーンヒーローツンドラショー- 朝鮮王朝実トークシーズン2」 ：酒母役（2016年1月28日）
- 2018年tvN 「ケリョン仙女伝〜恋の運命はどっち？」 ：チョ・ボンデ役
- 2021年tvN 「ゆみの細胞たち」 ：ウンクミ役（声のみの出演）

### 映画
- 2011年《愛が怖い》 ：ショーホスト1役
- 2012年《私が告白をしたら》 : ジニョン役
- 2014年《徳修里5兄弟》

### ミュージカル
- 2007年《行こう！エキサイティングな体の中の大冒険』（4月27日～6月10日）
- 2013年 《ドリップガールズ》

### レコード
- 2009年シングル<楽屋のキャロル>-<楽屋のクリスマス>、<キャロル・メドレー>、<窓の外を見て>（カン・ユミ、キム・キョンガ、チョン・キョンミと）
- 2010年シングル〈楽屋のキャロル〉 - 〈楽屋のあとクリスマス〉、〈白い待ち（FeatUV）＞（Withカン・ユミ、キム・キョンア、チョン・キョンミ）
- 2011年 《ウーマンプロジェクト Season 2》 〈ぼやけてる〉

### ミュージックビデオ
- 2008年ウィンク - 天生縁分
- 2014年トゥソンプレイス（FTアイランドソン・スンヒョンとソン・ウニのスペシャルデュエット） - ナイキ

### 宣伝
- 2009年サムスン電子カメラ「VLUU」
- 2009年CGV劇場礼節
- 2009年キョウォンL&C「ウェルス浄水器」
- 2009年ウンジン食品「爽快なのどにモクソンセン」
- 2009年ロッテ製菓「ジョークバク」（ジョスバー＋スクリューバー＋スイカバー）
- 2009年チョンミョンライン「ボンスチキン」
- 2011年インターセーブ「カン・ユミ　アン・ヨンミ　マッコ」
- 2014年アワーホーム「グルテンフリー」
- 2014年クチャ

### 広報大使
- 2009年韓国障害者財団広報大使
- 2010年東方社会福祉会分かち合い広報大使
- 2011年全北地域社会サービス投資事業広報大使
- 2017年東豆川警察署広報大使
- 2021年議政府広報大使

## 受賞歴
- 2005年KBS芸能大賞コメディ部門女性新人賞
- 2009年Mnet 20's Choiceホットキャラクター賞
- 2009年KBS芸能大賞コメディ部門女性優秀賞
- 2009年KBS芸能大賞コメディ部門最優秀コーナー賞
- 2009年第1回大韓民国喜劇人の日女新人賞
- 2010年第46回百想芸術大賞TV部門女子TV芸能賞
- 2015年第9回ケーブルTV放送大賞コメディアン賞
- 2016年第1回tvN10アワーズ女子部コメディ賞
- 2018年MBC放送芸能大賞ラジオ部門新人賞
- 2019年MBC放送芸能大賞ミュージック＆トーク部門優秀賞《ラジオスター》
- 2020年MBC放送芸能大賞人気賞
- 2021年第12回大韓民国大衆文化芸術賞文化体育観光部長官表彰
- 2021年MBC放送芸能大賞ラジオ部門女性優秀賞